# Anthophora capistrata
Anthophora capistrata är en biart som beskrevs av Cresson 1878. Anthophora capistrata ingår i släktet pälsbin, och familjen långtungebin. Inga underarter finns listade i Catalogue of Life.